# 진청장구

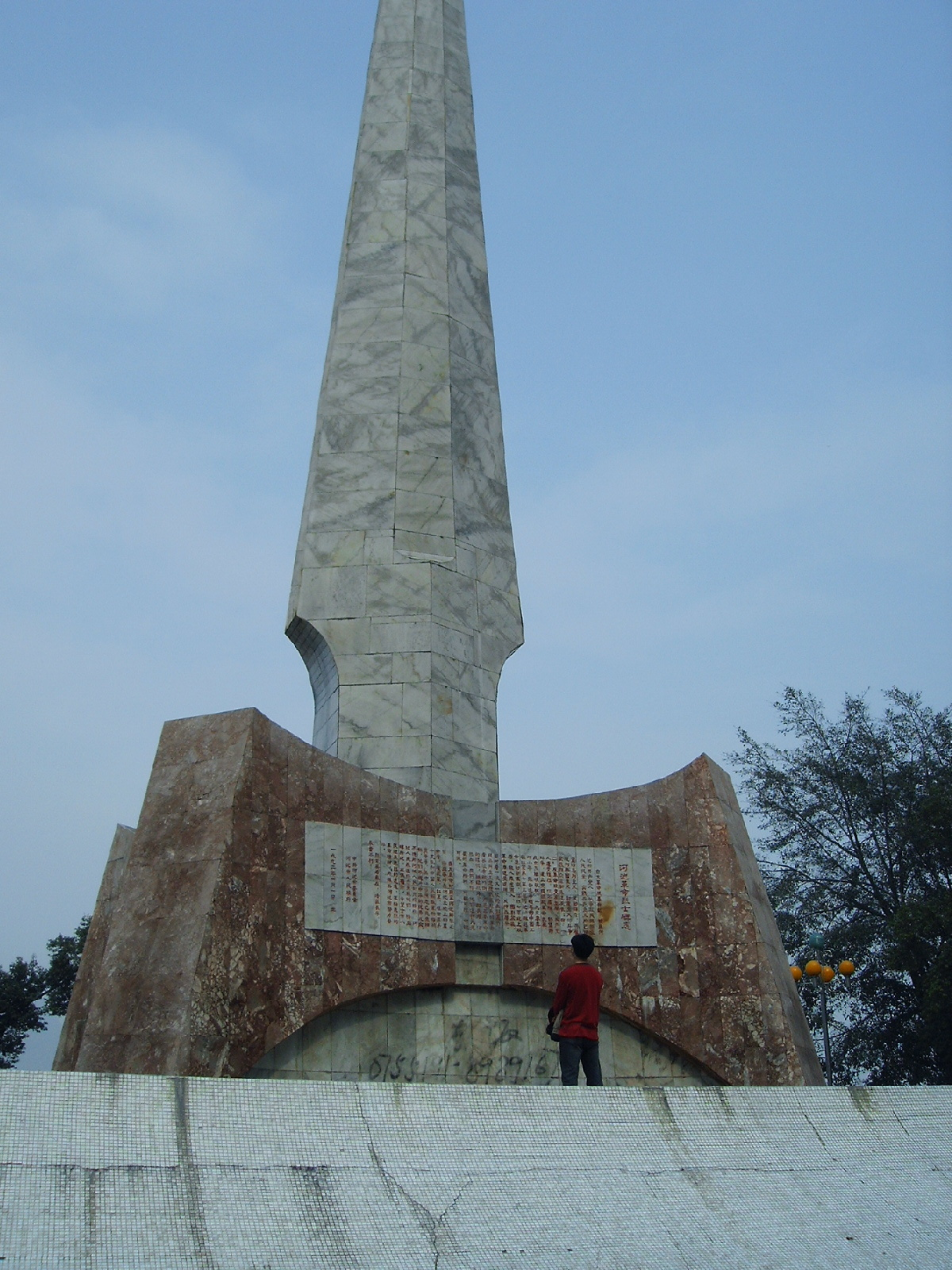

진청장구(한국어: 금성강구, 중국어: 金城江区, 병음: Jīnchéngjiāng Qū)는 중국 광시 좡족 자치구 허츠 시의 현급 행정구역이다. 넓이는 2340km2이고, 인구는 2007년 기준으로 320,000명이다.

## 기후
연평균 기온은 20.7도이고 연평균 강수량은 1799.6mm이다.

## 행정 구역
1개 가도, 7개 진, 4개 향을 관할한다.
- 가도: 金城江街道.
- 진: 东江镇, 六圩镇, 六甲镇, 河池镇, 拔贡镇, 九圩镇, 五圩镇.
- 향: 白土乡, 侧岭乡, 保平乡, 长老乡.